# Markus Widegren
Markus Widegren, född 1974 i Östersund, är en svensk filmregissör, författare, fotograf och musiker.
Han fick år 2006 pris för bästa regi på filmfestivalen Buenos Aires Rojo Sangre för sin film Kraftverk 3714. Han har regisserat flera lågbudgetlångfilmer, samt ett flertal kortfilmer och musikvideor. Han var en av grundarna av nu nedlagda produktionsbolaget Flim Produktion HB som producerade filmen Stavsjö Tattroz (1999).
Två av hans romaner har publicerats av Oddbooks Förlag. Han ingår sedan 1996 i musikgruppen Expanding Chaos.

## Filmografi (urval)
- 2013 – Allena (regi, manus, produktion & foto)
- 2007 – Främmande (regi & foto)
- 2005 – Kraftverk 3714 (regi, manus, foto, mm)
- 2003 – Om sanningen ska fram (regi, manus & foto)
- 2002 – Vi ska till havet kortfilm (regi & foto)
- 2001 – Radyon (regi, manus & foto)
- 2001 – Jarrett (foto)
- 2001 – Terror i Rock 'n' Roll Önsjön (foto & klipp)